# 인덕원고등학교
인덕원고등학교(仁德院高等學校)는 대한민국 경기도 안양시 동안구 관양동에 위치한 공립 고등학교이다.

## 학교 연혁
- 2006년 1월 8일 : 인덕원고등학교 설립인가(3년제 36학급)
- 2007년 3월 1일 : 초대 정종문 교장 취임
- 2007년 3월 1일 : 인덕원고등학교 개교
- 2007년 3월 2일 : 제1회 입학식 14학급 543명
- 2010년 2월 4일 : 제1회 졸업식 14학급 492명
- 2021년 9월 1일 : 제5대 박병택 교장 취임
- 2023년 12월 12일 : 제15회 254명 졸업(11학급) (누계 5,655명)
- 2024년 3월 4일 : 제18회 287명 입학(11학급)

## 참고 자료
- 인덕원고등학교 - 한국교육학술정보원 학교알리미